# إطباق محمي متبادل
في طب الأسنان، يعتبر الإطباق المحمي المتبادل مخططًا إطباقيًا تحمي فيه الأسنان الأمامية الأسنان الخلفية، والعكس صحيح.
تحمي الأسنان الأمامية الأسنان الخلفية من خلال توفير مستوى توجيه أثناء التحركات، وبالتالي السماح لأطراف الأسنان الخلفية بالانفصال بدلاً من الاصطدام ببعضها البعض أثناء الحركات الجانبية أو البروزية من العلاقة المركزية. بمعنى آخر، الأسنان الخلفية لها تيجان أكبر و نتوءات أكثر من الأسنان الأمامية. نظرًا لأن التيجان الخلفية أوسع وتمتلك نتوءات قمية في تكوينات مختلفة، فإن قمم الأسنان العلوية والسفلية لديها فرصة للاصطدام ببعضها البعض أثناء المضغ أو الكلام أو ببساطة الالتقاء معًا عندما يعض المرء. ولمنع حدوث ذلك، توضع الأسنان الأمامية لكل قوس، بشكل مثالي، بحيث تتلامس قبل قمم الأسنان الخلفية، وبالتالي منع التآكل في الأسنان الخلفية. يتطلب هذا قوة أقل لأن الأسنان الأمامية تكون أبعد عن المفصل (على غرار إيقاف الباب بعيدًا عن مفصلته).
تحمي الأسنان الخلفية الأسنان الأمامية من خلال توفير بعد رأسي ثابت للإطباق. في حين أن الأسنان الأمامية قد تحتفظ بموقعها الطبيعي حتى بعد فقدان الأسنان الخلفية، فإن قوى المضغ ستتسبب في نهاية المطاف في تباعد الجذر الأمامي المفرد، مما يؤدي إلى انهيار العضة.